# ГЕС-ГАЕС Липтовська Мара

ГЕС-ГАЕС Липтовська Мара — гідроакумулююча електростанція Словаччини, розташована на півночі країни в Жилінському краї, на захід від Ліптовський Мікулаш. 
Працює на основі водосховища Ліптовська Мара, спорудження якого завершилось у 1975 році. Загальна встановлена потужність ГЕС 198 МВт, що забезпечується двома турбінами типу Каплан та двома діагональними оборотними турбінами типу Dériaz (всі виробництва компанії CKD Blankso). Останні надають можливість запасання води в періоди низького попиту на електроенергію (робота в режимі гідроакумуляції). При цьому як нижній резервуар використовується водосховище малої гідроелектростанції Бесенова (словац. Besenova) потужністю 4,6 МВт.
На відміну від іншої великої ГАЕС Черні Ваг, спорудженої в тому ж річковому басейні, у виробленні електроенергії на електростанції Липтовська Мара до 2/3 продукції пов'язане з природним припливом води.
У 2005 році турбіни Dériaz пройшли капітальний ремонт, виконаний компанією-виробником.